# Čaba Prokec
Čaba Prokec (serbisch-kyrillisch Чаба Прокец; * 21. April 1980 in Subotica, SFR Jugoslawien) ist ein ehemaliger serbischer Eishockeynationalspieler, der seine gesamte Karriere bei schwedischen Mannschaften verbrachte.

## Karriere
Čaba Prokec, der der ungarischen Minderheit in der Vojvodina angehört, begann seine Karriere als Eishockeyspieler beim Rögle BK. Für den Klub aus Schonen spielte er sowohl in der J20 SuperElit, der höchsten schwedischen Juniorenklasse, als auch in der HockeyAllsvenskan, der zweithöchsten Herrenliga. Zum Jahreswechsel 2001/02 ging er in die drittklassige Division 1, wo er bis zu seinem Karriereende 2009 für verschiedene Klubs spielte.

### International

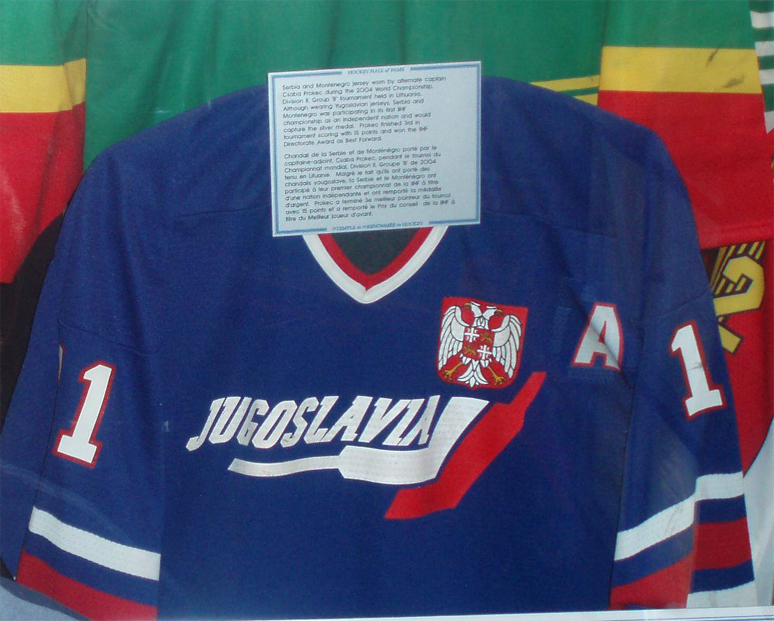
Ein Trikot von Čaba Prokec in der HHOF

Für Jugoslawien nahm Prokec an der Europa-Division der U18-D-Europameisterschaft 1997, wo er als Topscorer und Torschützenkönig maßgeblich zum Aufstieg in die C-Gruppe beitrug, sowie der U20-D-Weltmeisterschaft 1999 und der U20-C-Weltmeisterschaft 2000 teil.
Im Herrenbereich debütierte Prokec bei der C-Weltmeisterschaft 2000 in der jugoslawische Eishockeynationalmannschaft. Nach der Umstellung auf das heutige Divisionensystem spielte für die jugoslawische Mannschaft bei den Weltmeisterschaften 2001 und 2002 in der Division II. Nach dem endgültigen Zerfall Jugoslawiens spielte er für die serbisch-montenegrinischen Nationalmannschaft bei den Weltmeisterschaften 2003, 2004 und 2005 ebenfalls in der Division II. Schließlich war er nach der Abspaltung Montenegros für die serbische Auswahl aktiv und spielte mit ihr bei der Weltmeisterschaft 2009 erneut in der Division II.

## Erfolge und Auszeichnungen
- 1997 Aufstieg in die C-Gruppe bei der U18-D-Europameisterschaft
- 1997 Topscorer und Torschützenkönig bei der U18-D-Europameisterschaft
- 1999 Aufstieg in die C-Gruppe bei der U20-D-Weltmeisterschaft
- 2009 Aufstieg in die Division I bei der Weltmeisterschaft, Division II, Gruppe A